# Jeroni Ferrer i Valls
Jeroni Ferrer i Valls   (Santa Coloma de Queralt, 22 de gener de 1797 - Santa Coloma de Queralt, 2 d'octubre de 1854) va ser un enginyer d’indústries i empresari català.

## Biografia
Jeroni va néixer Santa Coloma de Queralt on possiblement passa almenys els deu primers anys de vida, atès que els seus pares -el pagès Jeroni Ferrer i Magdalena Valls- hi tenen altres fills: Anton (1799), Francesc (1802) i els bessons Bonaventura i Ramon (1807). Prèviament, la parella havia engendrat Ventura (1791) i Maria (1793). Segons aquests registres parroquials, va ser el tercer de set germans.
Es desconeix on va estudiar Jeroni, possiblement a l'escola de la Llotja de la Junta de Comerç de Barcelona. Allí es troba el 1826, quan Josep Roura realitza experiments amb gas acetilè que es podia utilitzar per a enllumenar. Entre 1828 i 1832 es dedicà, com a enginyer, a la construcció d’obres públiques.
Vers 1832 es desplaça a Madrid, on durant els anys de la primera guerra carlina  desenvolupa una potent campanya propagandística a favor de la industrialització. Així, el 1833 publica el Tratado elemental teórico-práctico de relaciones comerciales: arreglado a lo prevenido en el código de comerico, imprès amb el permís del Consell de Castella, i el Proyecto para regularizar los pesos, medidas y monedas en España. En aquells anys també es troba a Madrid Francesc Ferrer i Valls, germà de Jeroni, traductor de Jeremy Bentham al castellà, qui presenta mèrits per entrar a la Cambra de Castella.
Jeroni també publica La España regenerada por los elementos de grandeza y properidad que tiene en sí misma i el Tratado sobre la cría y propagación de las abejas, ambdues l’any 1835. En paral·lel, dirigeix iniciatives periodístiques efímeres a favor del liberalisme i el desenvolupament industrial. És el cas del diari Tecnológico nacional de agricultura, artes industriales, ciencias, comercio y literatura (setembre – desembre 1834), i El nacional (gener-agost 1836). En aparèixer aquesta publicació, Jeroni treballa com a secretari de Juan Álvarez Mendizábal.
El 1838 publica La España liberal y Don Carlos, un repàs dels fets que s'havien esdevingut a la Península des de 1820, en el qual es mostra partidari de l’obra de Mendizábal i demostra un coneixement profund de la política espanyola.
En una data desconeguda, a cavall de la dècada dels trenta i quaranta, Jeroni es desplaça a Mèxic com a cònsol de Campeche (Yucatán). La seva presència a Amèrica hi és documentada els anys 1842 i 1843. El 1846 ja no exerceix aquest càrrec, atès que funda la companyia d’assegurances La Ibérica.
Aquest any publica les Cartas históricas, filosóficas, estadísticas, agrícolas, industriales y mercantiles, probablement la seva obra més important, un compendi de les seves publicacions anteriors, que es divideix en els següents capítols:
1. Navegación de los ríos en España para mejorar, prolongar y conservar la del río Ebro;
2. Ventajas sobre regularizar los pesos, medidas y monedas en España, y proyecto que al efecto se acompaña;
3. La España puede regenerarse con los medios de riqueza que encierra en sí misma;
4. Utilidad de la cría y propagación de abejas y medios que para ello deben emplearse;
5. Necesidad y ventajas de la educación agrónoma teórico—práctica;
6. Educación física;
7. Reflexiones sobre el tráfico de negros, y miras de la Inglaterra en este negocio;
8. Colonización en España y sus ventajas;
9. Estadística general del azúcar, su producción y consumo en las naciones que se expresan;
10. Industria española y sus adelantos.

En aquestes obra defensa la industrialització de l’agricultura com a mitjà més eficient per a garantir un desenvolupament sostenible de l'economia. El text més polèmic és Reflexiones sobre el tráfico de negros..., en el qual Ferrer Valls argumenta que l'esclavisme ha servit per civilitzar “una nación salvaje”:
El 8 de març de 1850 obté el vistiplau del govern espanyol per presentar un projecte per realitzar el canal d’Urgell. Com que no va aconseguir el capital necessari, aquesta concessió va caducar el 3 de novembre de 1852.
Jeroni va morir el 2 d’octubre de 1854. En el registre de l’òbit consta que estava casat amb Agustina López.

## Obres
- Proyecto para regularizar los pesos, medidas y monedas en España (1833)
- Tratado elemental teórico-práctico de relaciones comerciales: arreglado a lo prevenido en el código de comercio[Enllaç no actiu] (1833)
- La Espanya regenerada por los elementos de grandeza y prosperidad que tiene en sí misma (1835)
- Tratado sobre la cría y propagación de abejas (1835)
- La España liberal y Don Carlos[Enllaç no actiu] (1838)
- Cartas históricas, filosóficas, estadísticas, agrícolas, industriales y mercantiles[Enllaç no actiu] (1846)